# 阿根廷短鬚石首魚
阿根廷短鬚石首魚為輻鰭魚綱鱸形目鱸亞目石首魚科的其中一種，分布西南大西洋區，從巴西里約熱內盧至阿根廷海域，棲息深度可達200公尺，體長可達40公分，棲息在沙泥底質的海域，為高經濟價值的食用魚。